# Friedenshain (Löbau)
Der Friedenshain, bis 1895 Langer Rain und von 1895 bis 1946 Siegeshain genannt, ist eine Parkanlage mit Ziergarten im Osten der großen Kreisstadt Löbau. Am oberen Rand der Parkanlage befindet sich ein 13 Meter hoher Obelisk, der als Siegesdenkmal für den deutschen Sieg bei Sedan errichtet wurde.

## Lage
Der Park bildet die Grenze zwischen der Stadt und dem Löbauer Berg. Das Gelände wird im Norden vom Heizkraftwerk Löbau-Ost sowie dem Bauhof der Stadt Löbau, im Osten durch den Humboldtweg, im Süden von der Beethovenstraße sowie dem Löbauer Berg und im Westen vom Wohngebiet Löbau-Ost begrenzt.

## Geschichte

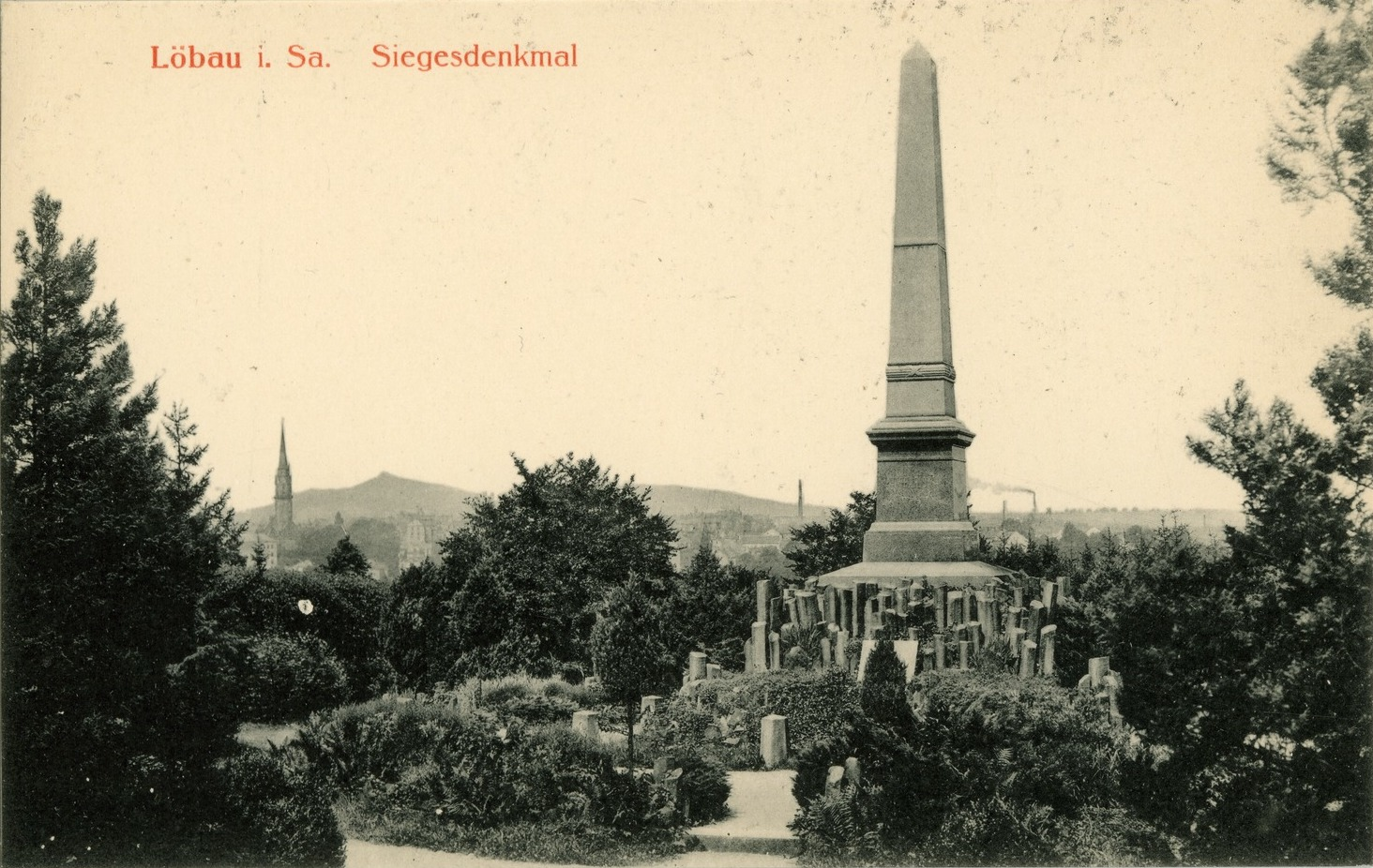
Siegesdenkmal auf einer Postkarte aus dem Jahr 1912 (mit Blick auf die Stadt)

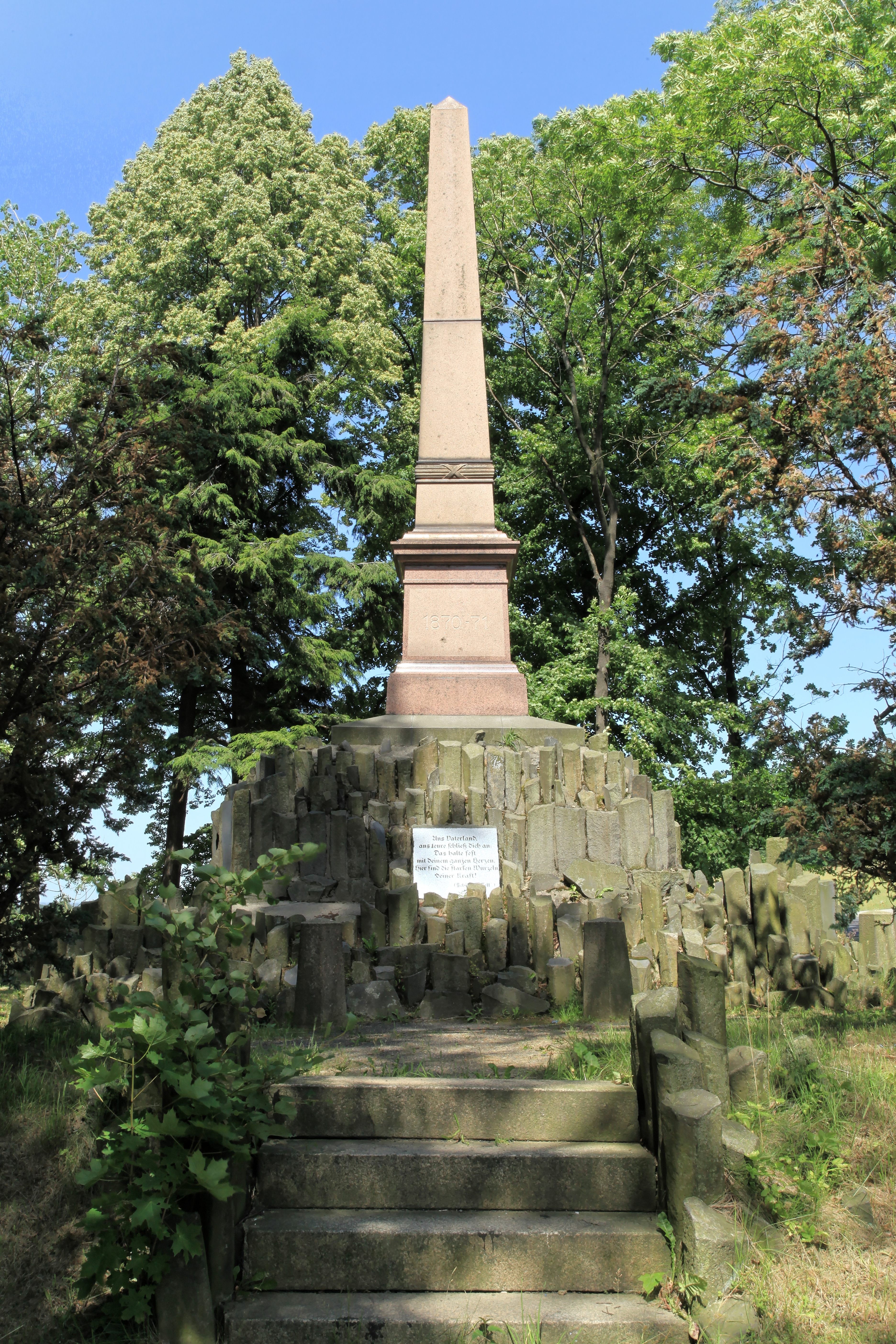
Siegesdenkmal (2012)

Nach dem Sieg der deutschen über die französischen Truppen in Sedan 1870 und der anschließenden Errichtung vieler Siegesdenkmäler im Deutschen Kaiserreich, beschloss die Stadt Löbau zum 25. Jahrestag des Sieges ein solches Denkmal auf ihrem Gebiet errichten zu wollen. Es setzte sich der Vorschlag von Bürgermeister Carl Ernst Otto Mücklich durch, der einen Siegeshain mit Obelisken am „Langen Rain“ in der Nähe des Löbauer Berges errichten wollte.
Um dem Denkmal einen Rahmen zu verleihen, wurde der Görlitzer Garteninspektor Sperling im Juli 1895 von der Stadt mit der Errichtung eines Parks beauftragt. Nach der Einweihung des Denkmals am 2. September 1895, dem Sedantag, begann Sperling im Frühjahr 1896 mit der Bepflanzung des Hains. Es wurde eine Allee aus Bäumen und Koniferen angelegt. Im nördlichen Teil des Parks wurden Ziergärten errichtet. Die Arbeiten beendete Sperling im Juni 1896 und übergab die Bewirtschaftung an den Löbauer Stadtgärtner Halfter.
Am Fuße des Siegeshains wurde 1905 ein Denkmal zu Ehren von Kaiser Wilhelm I. errichtet.
Der Park überstand die zwei Weltkriege fast unbeschadet. Im Jahr 1946 wurde er in Friedenshain umbenannt, die überlebensgroße Kupferbüste des Kaisers von dessen Denkmal entfernt. Die Kopfbüste ist heute verschollen.
In den Jahren nach dem Zweiten Weltkrieg verwahrloste der Park immer weiter. Als zu Beginn der 1980er-Jahre mit dem Bau des Wohngebietes Löbau-Ost begonnen wurde, war der Park komplett verwildert und einige der Bäume stark beschädigt. Nach einem Besichtigungstermin von Bürgermeister Rainer Simmang und Gartenbaumeisterin Karin Schönlebe im Jahr 1984 beschloss der Rat der Stadt die Instandsetzung der Parkanlage. Rund 60 Offiziersschüler der Offiziershochschule der Landstreitkräfte „Ernst Thälmann“ befreiten den Friedenshain in über 4000 Arbeitsstunden von Unrat und verwilderten Bäumen. Die FDJ legte 1985 am Fuß des ehemaligen Kaiser-Wilhelm-Denkmals eine große Festivalblume an. Ebenfalls 1985 wurden neue Rhododendren gepflanzt und mit der Neuaufforstung begonnen.

## Kunst im Park
Im Mai 1986 schufen 19 Volkskünstler im Rahmen der Werkstattwoche „Kunst am Weg“ verschiedene Plastiken und Skulpturen, die im Friedenshain aufgestellt wurden. Von den 20 Figuren waren 2016 in der Parkanlage noch sieben erhalten. Es gibt Planungen, einige der noch erhaltenen Figuren auf das Landesgartenschau-Gelände zu versetzen.